# Jazz
Jazz, či džez (z angličtiny), je původně severoamerický hudební styl, který vznikl na začátku 20. století mezi afroamerickou komunitou na jihu USA, smícháním afrických a evropských hudebních stylů. Jeho africké kořeny se projevují hlavně v používání blue tónů, odpovídaček, improvizace, polyrytmů, synkop a tečkovaných (houpavých) skupin not. Později jazz přebíral i prvky populární hudby. Původ slova jazz, které bylo pro označení této hudby poprvé použito okolo r. 1915, je nejasný, avšak pravděpodobně se jedná o zkomolenou zkratku jas(mine) v narážce na jasmínový parfém, populární v New Orleans té doby.
V jazzu vznikala od jeho počátku řada podžánrů, od neworleanského dixielandu, datovaného do prvního desetiletí 20. století, přes swing v podání big bandů ze 30. a 40. let, bebop ve 40. letech, rozmanitý latinský jazz a jeho kombinace, např. afrokubánský jazz a brazilský jazz z 50. a 60. let, jazz-rock fusion ze 70. let, až po např. acid jazz.

## Původ
Do roku 1808 bylo dovezeno do USA skoro půl milionu černošských otroků, především ze západní Afriky. Otroci si s sebou „přivezli“ silné hudební tradice. Africká hudba byla většinou účelová, pomáhala při práci (pracovní písně), nebo byla součástí kmenových rituálů, včetně bojových pokřiků. Podle africké tradice měly písně jednohlasou melodii a používali odpovídačky (call-and-response), ale bez evropské představy harmonie. Rytmy odrážely africký způsob mluveného projevu. Používala se pentatonická stupnice, prokládaná blue tóny v blues a jazzu.
Na začátku 19. století rostl počet černošských hudebníků, kteří se učili hrát na evropské nástroje, především na housle, které používali k parodování evropské taneční hudby ve svých tradičních tancích cakewalk. „Bílí“ umělci (černě namaskovaní), kteří rozšiřovali černošskou hudbu mezi širokou veřejnost v evropských a amerických pěveckých show, naopak kombinovali synkopy a evropský harmonický doprovod. Louis Moreau Gottschalk upravil africko-americkou hudbu cakewalk, také jihoafrické, karibské a jiné melodie otroků, do podoby salonních písní pro piano. Další vliv na podobu jazzu mělo začlenění harmonického stylu chorálů, který se černoši naučili v kostelích, a včlenili jej do své hudby, např. do spirituálů. Původ blues je nedoložený, jednou z možností je, že vzniklo jako světská podoba spirituálů. Vznik a vývoj afroamerické hudby a kultury od doby otroctví sledoval např. Paul Oliver, v roce 2007 založil sbírku africko-americké hudby a souvisejících tradic.

## 1890–1910

### Ragtime
Zrušení otroctví v roce 1865) vedlo k novým možnostem vzdělání osvobozených Afroameričanů, ale přetrvávající sociální rozdělení znamenalo omezené pracovní možnosti. Černošští hudebníci připravovali zábavu pro nižší společenské vrstvy (např. tance, pěvecké show), černošští pianisté hráli v barech, klubech a nevěstincích.
V roce 1897 první bělošský skladatel William H. Krell vydal svou „Mississippi Rag“," jako první psaný instrumentální ragtime pro piano. Následující rok složil pianista Scott Joplin (je označován za Krále ragtime) skladbu „Original Rags“, poté v roce 1899 vydal světový hit „Maple Leaf Rag“. Napsal řadu známých ragtimů, kombinujících synkopy, banjo figury (?), a někdy i call-and-response. Otcem blues je nazýván W. C. Handy, který blues vydával a zpopularizoval, a jehož „Memphis Blues“ z roku 1912 a „St. Louis Blues“ z roku 1914 se staly jazzovými standardy.

### Hudba z New Orleans
Na vývoj raného jazzu měla hudba z New Orleansu velký vliv. Mnoho místních jazzových interpretů hrálo ve čtvrti Storyville. Pochodové kapely hrály na pohřbech africké komunity. Nástroje, používané v těchto, a v tanečních kapelách, se staly základními nástroji pro jazz. Jsou jimi dechové a bicí nástroje. Malé kapely, v nichž působili samouci i vzdělaní afroameričtí hudebníci (mnozí vycházeli z tradic pohřebních procesí v New Orleans), hrály klíčovou roli ve vývoji a rozšíření raného jazzu. Kapely cestovaly napříč černošskými komunitami na jihu, a od r. 1914 hráli afrokreolští a afroameričtí muzikanti i v západních městech USA.
Afrokreolský pianista Jelly Roll Morton začal svou kariéru v Storyville. Od roku 1904 procestoval s Vaudeville show města na severu USA, včetně Chicaga a New Yorku. Jeho „Jelly Roll Blues“, jež napsal v roce 1905, bylo publikováno v roce 1915 jako první jazzové tištěné aranžmá. To přitáhlo do New Orleans mnoho muzikantů.
Na severovýchodě USA se rozvíjelo hraní ragtime, zejména v podání James Reese Europe a jeho symfonického Cleff Club orchestru v New Yorku. Hrál např. na benefičním koncertu v Carnegie Hall v roce 1912, a jeho „Society Orchestra“ se v roce 1913 stala první nahrávkou černošské skupiny. Eubie Blake, ovlivněný James P. Johnsonem, vyvíjel v té době styl stride piano playing, ve kterém pravá ruka hraje melodii, zatímco levá ruka se stará o rytmus a basu.
Za pravděpodobně vůbec první nahrávku jazzové hudby lze patrně považovat gramodesku „Livery Stable Blues“ od Original Dixieland Jass Band, vydané 26. února 1917., její coververzi nahráli v září 1917 William Christopher Handy a jeho Orchestra of Memphis. Toho roku nespočet kapel vytvořilo nahrávky se zdůrazněním slova „jazz“ v názvu skladby, ale většinou to byl spíše ragtime, než jazz. Do Evropy tento styl přivezli v únoru 1918 James Reese a jeho kapela Hellfighters, kteří po svém návratu do USA nahráli desku „The Darktown Strutter's Ball“.

## 20. a 30. léta 20. století
Prohibice v USA (1920–1933) zakázala prodej alkoholických nápojů. Nezákonný obchod s alkoholem v době tzv. „jazzového věku“, éry, kdy populární hudba obsahovala jak aktuální taneční, ale i nové písně a divadelní melodie, ovlivnil i to, že jazz začal být považován za nemorální. Mnoho členů starší generace v tom vidělo ohrožování starých kulturních zásad, a prosazování nových, úpadkových hodnot z tzv.„Roaring Twenties“ (bouřlivých dvacátých let). Od roku 1919 Kid Oryův Original Creole Jazz Band, složený z muzikantů z New Orleansu, hrál v San Francisku a Los Angeles, kde v roce 1919 nahráli svou první nahrávku. Hlavním centrem rozvoje jazzu bylo Chicago, kde se King Oliver spojil Billem Johnsonem. V tomto roce vznikla i první nahrávka Bessie Smithové, nejznámější bluesové zpěvačky 20. let 20. století.
Bix Beiderbecke založil v roce 1924 kapelu The Wolverines. V témže roce se Louis Armstrong přidal k taneční kapele Fletcher Hendersona, působil zde jako sólista na trubku. Pak zformoval vlastní skupinu Hot Five, a vytvořil oblíbený styl scat singing (pěvecká improvizace). Jelly Roll Morton nahrával s kapelou New Orleans Rhythm Kings, poté zformoval kapelu Red Hot Peppers.
Zvýšila se poptávka po výstřední taneční hudbě, hrané bělošskými orchestry, jako třeba Orchestrem Jeana Goldketta a Orchestrem Paula Whitemana. Ten v roce 1924 nacvičil se svým Whiteman's Orchestra skladbu Rhapsody in Blue od skladatele George Gershwina. Z dalších, nově vzniklých hudebních souborů, lze jmenovat např. Fletcher Henderson's band, Duke Ellington's band v New Yorku a Earl Hines's Band v Chicagu. Všechny uvedené kapely měly značný vliv na vývoj big bandovského swingu.

### Swing
Třicátá léta patřila populárním swingovým big bandům, v nichž se někteří sólisté zapsali do dějin jako kapelníci. Patří mezi ně Count Basie, Cab Calloway, Fletcher Henderson, Earl Hines, Duke Ellington, Artie Shaw, Tommy Dorsey, Benny Goodman, Frank Sinatra a Glenn Miller.
Swing byl také taneční hudba, a byl v rádiích živě vysílán po celé Americe po řadu let. Ačkoliv to byl kolektivní zvuk, nabízel individuálně hudebníkům šanci zahrát si sóla a improvizované melodie, i tematická sóla, která leckdy mohou být velmi komplexní a důležitou součástí hudby.
Časem se sociální kritika rasového dělení vrátila do normálu, a bělošští kapelníci zase začali nabírat černošské hudebníky. V 30. letech 20. století Benny Goodman přemluvil ke spolupráci pianistu Teddyho Wilsona, vibrafonistu Lionela Hamptona a kytaristu Charlieho Christiana. Styl raných 40. let byl známý jako „jumping the blues“, nebo „jump blues", protože používali malá komba (jazzové kapely té doby měly 3–4 členy). Je pro ně typické vysoké tempo skladby a bluesové akordové postupy. Kapela Kansas City Jazz v roce 1930 přešla od big bandů k bebopu, ten pak ovlivnil celá 40. léta.

### Jazz v Evropě
Mimo USA začal jasný evropský styl jazzu vznikat ve Francii v Quintette du Hot Club de France. Belgický kytarový virtuos Django Reinhardt rozšířil gypsy jazz, mix amerického swingu ze 30. let, francouzských „dud“ a východoevropského folku, s pomalým, svůdným cítěním. Hlavními nástroji jsou steel kytara, housle a kontrabas. Sólové přechody z jednoho hráče na druhého, jako třeba kytara a basa, hrají roli v rytmické sekci.

## 40. a 50. léta 20. století

### Dixieland revival
Na konci 30. let se znovu začala oprašovat dixieland hudba, vracela se k původnímu kontrapunktovému neworleánskému stylu. Z velké části tomu napomáhaly nahrávací společnosti, publikující ranou jazzovou klasiku, jako třeba Oliverovy, Mortonovy a Armstrongovy kapely z 20. let. Oživení (revivalu) se zúčastnily dvě skupiny muzikantů. První skupina byla složená z hráčů, kteří začínali svou kariéru v tradičním stylu, a vrátili se, nebo pokračovali v tom, co hráli po většinu času, např. skupina Bobcats, kterou založil Bob Crosby. Dalšími revivalisty byli Max Kaminsky, Eddie Condon a Wild Bill Davison. Většina hráčů pocházela ze středozápadu, ale našel se mezi nimi i malý počet muzikantů z New Orleansu. Druhou skupinou revivalistů byli muzikanti, kteří byli příliš mladí na to, aby byli ovlivněni počátky jazzu, ale kteří nyní odmítli styl swingu, a začali preferovat tradiční metody hry. Lu Watters band byl nejspíše tím nejznámějším představitelem této skupiny. Louis Armstrong zformoval svůj All-stars band, který se stal vedoucím souborem mezi dixieland revivaly. V průběhu 50. a 60. let byl dixieland jedním z komerčně nejznámějších jazzových stylů v USA, Evropě i v Japonsku.

### Bebop
Uprostřed 40. let se bebopeři snažili posunout jazz z taneční populární muziky k vyzývavější hudební poloze. Významné odlišnosti od swingu rozšířili první bebopeři prvky z taneční muziky, vytvářeli bebop více jako uměleckou formu, charakteristickou svým rychlým tempem, komplexními souzvuky, složitými melodiemi, a zjednodušením rytmické sekce. Vlivnými muzikanty v bebopu byli např. saxofonista Charlie Parker, pianista Bud Powell a Thelonious Monk, trumpetista Dizzy Gillespie a Clifford Brown, basista Ray Brown a bubeník Max Roach.
Bebopeři vnášeli do jazzu nové barevnosti tónu, nesouzvuku a více abstraktních forem improvizací, kde používali akordové „mimoně“, náhradní i pozměněné akordy. Měnil se i styl bubnování, na více úskočný a explozivní, ve kterém byl činel ride používán pro udržení rytmu, zatímco snare (virbl) a basový buben byly použity pro neočekávané akcenty. Tyto odchylky, od t.č. hlavního jazzového proudu, se zprvu setkávaly s nepochopením, občas s nepřátelskými ohlasy mezi fanoušky a kolegy muzikanty. Přesto se bebop zapsal do jazzového slovníku jako akceptovaná součást jazzu.

### Cool jazz
Cool jazz byl představen na konci 40. let v New Yorku, jako výsledek kombinování převážně stylu bělošských jazzových muzikantů, a černošských beboperů. Nahrávky cool jazzu od Chet Bakera, Dave Brubecka, Bill Evanse, Gil Evanse, Stan Getze a Modern Jazz Quartetu měly obvykle odlehčený zvuk, který zabránil agresivnímu tempu, a harmonickou abstrakci z bebopu. Důležitou nahrávku „Birth of the Cool“ vytvořil trumpetista Miles Davis. Muzikanti, jako třeba pianista Bill Evans, začali hledat novou cestu ke struktuře svých improvizací objevováním formální muziky. Cool jazz byl později silně spojován se scénou West Coast jazz. Mělo to vliv na pozdější vývoj hudby, např. pro bossa nova, modal jazz a také pro free jazz.

### Hard bop
Hard bop je odbočkou bebopu (nebo „bopu“), do které se začlenily vlivy z rhythm and blues, gospel music a blues, obzvláště v saxofonové a klavírní hře. Hard bop se rozvinul uprostřed 50. let, zčásti jako odpověď na oblibu cool jazzu na začátku tohoto období (především mezi lety 1953 a 1954), současně se vzrůstem rhythm and blues. Miles Davisovo dílo „Walkin'“ ohlásilo nový styl pro svět jazzu. Kvintet Art Blakey and the Jazz Messengers s kapelníkem Blakeym, pianistou Horace Silverem a trumpetistou Clifford Brownem byli vedoucími silami v hard bopovém hnutí, společně s Davisem.

### Free jazz
Free jazz, a jeho podobná forma avant-garde jazz, jsou podžánry jazzu, založené na bebopu, používající méně předepsaných materiálů, a poskytují hráči více svobody. Free jazz používá implicitní nebo volnou harmonii, a tempo, která bylo na začátku vnímáno jako kontroverzní. Basista Charles Mingus je také často označován za průkopníka ve světě jazzu, ačkoliv jeho aranže procházely řadou stylů a žánrů. První větší změna přišla v 50. letech, s ranými pracemi Ornette Colemana a Cecil Taylora, v 60. letech to byli například John Coltrane, Archie Shepp, Sun Ra, Albert Ayler, Pharoah Sanders a další. Free jazz rychle našel oporu v Evropě. Není náhodou, že mnoho muzikantů, jako Ayler, Taylor, Steve Lacy a Eric Dolphy, strávili delší dobu v Evropě.

## 60. a 70. léta 20. století

### Latin jazz
Latin jazz má dvě hlavní odnože: afrokubánský jazz a brazilský jazz. Afrokubánský jazz byl v USA hrán po éře bebopu, zatímco brazilský jazz začal být populární během 60. let. Afrokubánský jazz se začal jako styl rozvíjet uprostřed 50. let, díky muzikantům, jakými byli Dizzy Gillespie a Billy Taylor. Ti byli ovlivněni mnoha kubánskými muzikanty, jako byl Xavier Cugat, Tito Puente a Arturo Sandoval. Brazilský jazz, jako např. bossa nova, vychází ze samby, přidávají se prvky z jazzu, a z mnoha dalších klasických a populárních stylů 20. století. Bossa je vesměs nepříliš rychlá, s melodií zpívanou v portugalštině nebo angličtině. Průkopníky v tomto stylu byli Brazilci João Gilberto, Antônio Carlos Jobim, Vinícius de Moraes a spousta dalších. Příbuzným stylem je jazz-samba, popisovaná jako kompozice bossa novy, vložená do jazzových frází, interpretovaná např. Stan Getzem a Charlie Byrdem.

### Soul jazz
Soul jazz vznikl vývojem hard bopu, míchá silné vlivy blues, gospelu a rhythm and blues v hudbě pro malé skupiny, nejčastěji organ tria, používajících Hammondovy varhany. Na rozdíl od hard bopu, soul jazz vesměs zvýrazňuje opakující se formy a melodické oraty, a improvizace je často méně komplikovaná, než u ostatních druhů jazzu. Horace Silver měl velký vliv na vývoj soul jazzu, v jeho písničkách se používá funky, a často i improvizace kostelních varhan. Mezi známé soul jazzové varhaníky patří Jimmy McGriff, Jimmy Smith a Johnny Hammond Smith, a mezi významné tenor saxofonisty patří třeba Eddie „Lockjaw“ Davis a Stanley Turrentine.

### Jazz fusion
Na konci 60. let, a začátkem 70. let, se začala tvořit hybridní forma jazz rocku, tzv. jazz fusion. Ačkoliv se jazzoví puristé bránili proti mixování jazzu a rocku, někteří důležití jazzoví inovátoři přeskočili od dobové hardbop scény k fusion. Jazz fusion často mísí rytmus, neobvyklé takty, synkopy a složité akordy a harmonie, využívající velký počet elektrických nástrojů, jako je třeba elektrická kytara, elektrická baskytara, elektrické piano a syntezátory. Vynikajícími hráči jazz fusion byli Miles Davis, keyboardista Chick Corea a Herbie Hancock, bubeník Tony Williams, kytarista Larry Coryell a John McLaughlin, saxofonista Wayne Shorter a baskytarový skladatel Jaco Pastorius.

### Trendy 70. let
Na začátku 70. let nastala obroda zajímavostí v jazzu a v dalších formách afroamerické kultury. Muzikanti, jako Pharoah Sanders, Hubert Laws a Wayne Shorter, začali používat kalimbo, cowbell, shekeire, a další hudební nástroje, pro jazz ne zrovna typické. Za povšimnutí stojí také jazzová harfistka Alice Coltrane, jazzový houslista Jean-Luc Ponty a jazzový dudák Rufus Harley. Jazz se začal rozrůstat a měnit, inspiroval se v ostatních hudebních stylech, jako např. ve world music, experimentální hudbě a rock a pop music. Kytarista John McLaughlin a jeho Mahavishnu Orchestra hráli kombinaci jazzu a rocku, s prvky muziky z východní Indie. V nahrávací společnosti ECM natočilo desky mnoho umělců, např. Keith Jarrett, Paul Bley, The Pat Metheny Group, Jan Garbarek, Ralph Towner a Eberhard Weber. Otevřeli tím dveře nové estetické muzice, využívající převážně akustické nástroje, a smíchaly je s prvky světové a folkové muziky.

### 1980–2000
V 80. letech se jazzová komunita ztenčila a rozdělila. Především u starších posluchačů přetrvával zájem o tradiční a přímé formy jazzu. Wynton Marsalis se snažil tvořit hudbu, založenou na víře v tradice, inspiraci hledal u Louise Armstronga a Duke Ellingtona.
Na začátku 80. let se stala úspěšnou lehce komerční forma jazz fusion, nazývaná pop fusion nebo smooth jazz, a hrála se ve všech důležitějších rádiích. Význačnými smooth jazz saxofonisty byli Grover Washington, Jr., Kenny G a Najee.
Později, v 80. letech a začátkem 90. let, se některé podžánry spojily, např. jazz s populární muzikou, a vznikl tak acid jazz, nu jazz a jazz rap. Acid jazz a nu jazz kombinoval elementy jazzu s moderní formou elektrické taneční muziky. Avšak nu jazz je založený na jazzové harmonii a melodii, většinou v něm nenajdeme improvizaci. Jazz rap spojil jazz a hip hop. Gang Starr nahráli „Words I Manifest“, „Jazz Music“ a „Jazz Thing“ ve spolupráci s Branford Marsalisem a Terence Blanchardem. Od roku 1993 raper Guru a jeho Jazzmatazz angažovali jazzové muzikanty ke svým studiovým nahrávkám. Radiohead, Björk a Portishead také často vkládali do své muziky prvky z jazzu.
Na začátku 21. století „přímý“(?) jazz pokračoval v dovolávání se k jádru(?) posluchačů. Osvědčení jazzoví muzikanti, jejichž kariéra trvala desetiletí, jako Chick Corea, Jack DeJohnette, Bill Frisell, Charlie Haden, Herbie Hancock, Roy Haynes, Keith Jarrett, Wynton Marsalis, John McLaughlin, Pat Metheny, Paquito D'Rivera, Sonny Rollins, John Scofield, Wayne Shorter, John Surman, Stan Tracey a Jessica Williams, pokračovali v nahrávání a vystupování. Našlo se i pár novátorských jazzových umělců, kteří se v roce 1990–2000 dostali do popředí. Byli to třeba The Bad Plus, Brad Mehldau, Robert Glasper, Brian Blade, Larry Goldings, Kurt Rosenwinkel, Gonzalo Rubalcaba a Medeski, Martin & Wood.

## Definice
Jelikož termín „jazz“ se používá pro pestrou škálu různých stylů, jednotná definice, sjednocující všechny styly, by byla zavádějící. Někteří fanatikové si stojí za jasnými definicemi, které z pojmu jazz vyjímají všechny druhy hudby od jazzu pouze odvozené, ale hudebníci samotní odmítají definovat hudbu, kterou sami hrají. Duke Ellington pojem jazz shrnul větou „Všechno je to hudba“. Někteří kritikové dokonce tvrdí, že ani Ellingtovona hudba nebyla jazzem, jelikož podle nich čistý jazz nikdy neměl být v orchestrální podobě. Na druhou stranu, „transformace“ Ellingtonových nahrávek v podání jeho přítele Earla Hinese (na albu Earl Hines Plays Duke Ellington, vydaném 1970), byly hudebním kritikem Benem Ratiffem označeny za „stejně dobrý příklad jazzu jako cokoliv jiného“.
Dlouho se debatovalo o definici hranice, co je ještě jazz. Ve 30. letech kritizovali milovníci jazzu inovace, spojené s érou swingu, které podle nich odporovaly improvizačnímu stylu, spojenému s „čistým jazzem“. V průběhu 40., 50. a 60. let spolu vedli spory hráči tradičního jazzu a bebopeři, kteří navzájem svou tvorbu kritizovali za to, že jí k jazzu „něco chybí“. Přestože změny a transformace jazzu pod novými vlivy jsou často označovány za jeho znehodnocování, Andrew Gilbert oponuje tím, že jazz má „schopnost absorbovat a měnit vlivy“ z různorodých stylů.
Dlouho byly kritizovány formy jazzu, ovlivněné komerční populární hudbou, proti kterým se bouřili hlavně bebopeři. Fanoušci tradičního jazzu naopak kritizovali bebop, tzv. „Fusion eru“, probíhající v 70. letech, a další inovace, označujíce je za znehodnocení jazzové tvorby. Podle Bruce Johnsona ale byl jazz odjakživa na rozhraní mezi komerční hudbou a uměním.
Gilbert podotýká, že pojetí základních zásad jazzu se stále vyvíjí, a že „plody minulosti“ se stále mohou stát „nadřazenými výstřední kreativitě“ a inovacím dnešních umělců. Jazzový kritik Gary Giddins namítá, že šíření jazzu je dnes příliš institucionalizované a kontrolované velkými firmami hudebního průmyslu, a že jazz čelí „těžkým časům respektovanosti a přijetí bez jakéhokoliv zájmu“. David Ake varuje, že vytvoření norem pro jazz bude znamenat vytlačení většiny nových, avantgardních forem jazzu na okraj tvorby.
Jedna z možností, jak obejít problémy s definicí, je definovat pojem jazz více obecně. Podle Krina Gabbarda je jazz předobrazem, vhodným pro vytvoření mnoha druhů muziky, které mají dost společného na to, aby si zachovaly společnou tradici. Travis Jackson definuje jazz také zeširoka, tvrzením že je to muzika, obsahující kvality jako je „swinging“ (swingování), improvizace, skupinová spolupráce, vytvoření si „individuálního hlasu“ a otevřenost jiným hudebním možnostem.

## Improvizace
Jestli je v jazzu něco těžké definovat, pak určitě jednou z těch věcí bude improvizace. Hráči blues běžně zakládali svá sóla zčásti na call-and-response, pocházejícímu z afroamerické tradice, a zčásti na pracovních a bojovných písních černochů. To jsou základní rysy klasického jazzu, zatímco v evropské klasické hudbě se hráči snaží zahrát skladbu přesně tak, jak byla napsána, bez jakýchkoliv kudrlinek a změn doprovodu.
Naproti tomu v jazzu zkušený hráč ztvární skladbu ve velice individuálním stylu, a nikdy nezahraje jednu skladbu dvakrát naprosto stejně. Jazzový hudebník mění melodie, souzvuky a odmlky podle své nálady, osobních zkušeností, spolupráce s ostatními muzikanty, nebo i s diváky. Evropská klasická hudba je údajně skladatelovým médiem. Jazz naproti tomu je většinou charakterizován jako demokratická společná kreativita, interakce a spolupráce, která klade stejný důraz na přínosy skladatelovy i hudebníkovy, obratně odlišujíce jedno od druhého.
Ve stylu „New Orleans“ a „dixieland“ se jednotliví muzikanti střídali v hraní melodie, zatímco ostatní improvizovali a hráli protimelodie. S příchodem éry swingu začaly big bandy více spoléhat a přiklánět se k předepsané hudbě, a ta více spoléhala na pevný řád a psané notové zápisy, které se hudebníci buď naučili nebo je odposlouchali. Mnoho jazzových hudebníků neumělo ani číst noty. Sólisté ale i v těchto předepsaných skladbách improvizovali. Později, při vzestupu bebopu, se trend soustředil znovu na malé kapely a maximální improvizaci. Hlavní melodie, známá jako „téma“, byla nastíněna na začátku a na konci skladby, ale prostředek byl vyplněn sérií improvizací.
Pozdější styly, jako modal jazz, opustily striktní dodržování pořadí akordů, čímž daly hudebníkům ještě větší prostor k improvizacím. Avantgarde jazz a free jazz opouští dokonce i stupnice a rytmy.

## Jazz v české hudbě
Jazz je hudba vážná, beze zpěvu (u některých výjimek se zpěv objevit může), a hraje se spíše na piáno, saxofon, klarinet a pod. V Českých zemích se slovo jazz poprvé zřejmě objevilo v názvu skladby skladatele Otakara Samka „Wentery Jazz“. To bylo v roce 1919. Ovšem s jazzem, jak se hrál v té době v USA, měla tato hudba pramálo společného. Jazzem se totiž tehdy nazývala jakákoli hudba či orchestr, který měl soupravu bicích nástrojů. Povědomí o jazzové hudbě bylo v Českých zemích ještě ve 20. letech velmi kusé. Čeští mladí avantgardní umělci však začali stále častěji jezdit do centra umělců té doby, do Paříže. Zde se setkávali s hudbou, jejíž rytmy více vyhovovaly jejich životním pocitům, a celkové atmosféře doby. Ta nová, dravá hudba, se nazývala jazz. V roce 1928 byla vydána kniha s prostým názvem Jazz. Byla to první česká, a jedna z prvních evropských knih, pojednávající o jazzu.
Nejvýraznější osobností, vyrostlou z tohoto jazzového podhoubí, byl Jaroslav Ježek. Jeho jazzová tvorba bývá někdy označována jako raný český swing. Ježek se narodil v Praze, na Žižkově. Hlásil se na konzervatoř, byl přijat. Ježek absolvoval konzervatoř jako klavírista a skladatel.
Po nástupu fašismu se jazzová hudba stala nežádoucí, jako hudba méněcenné rasy. Toto období si vyžádalo mnoho obětí i mezi hudebníky. Nesmyslné zákazy a omezení té doby obcházeli hudebníci různými způsoby. Po zákazu tanečních zábav se písně přestěhovaly na koncertní pódia. Začaly tak plnit i poslechovou funkci.
Ke konci padesátých let český jazz výrazně ovlivnila tvorba Jiřího Šlitra a Jiřího Suchého.
Jazz obohatil českou hudbu o zcela nové prvky, a inspiroval řadu výtvarníků, básníků, divadelníků či filmařů. Po naivních začátcích a převzatých skladbách začaly vznikat kvalitní české písničky, které se staly zdrojem pro populární hudbu druhé poloviny 20. století.
Za socialismu měl jazz v Českých zemích obecně volnější pole působnosti, než např. Rock and roll. Mnoho skupin jako například Jazz Q, Energit, nebo Bigband Gustava Broma tak mohlo koncertovat v zahraničí nebo zvát do Českých zemích známá jména, jako např. Maynard Fergusson.

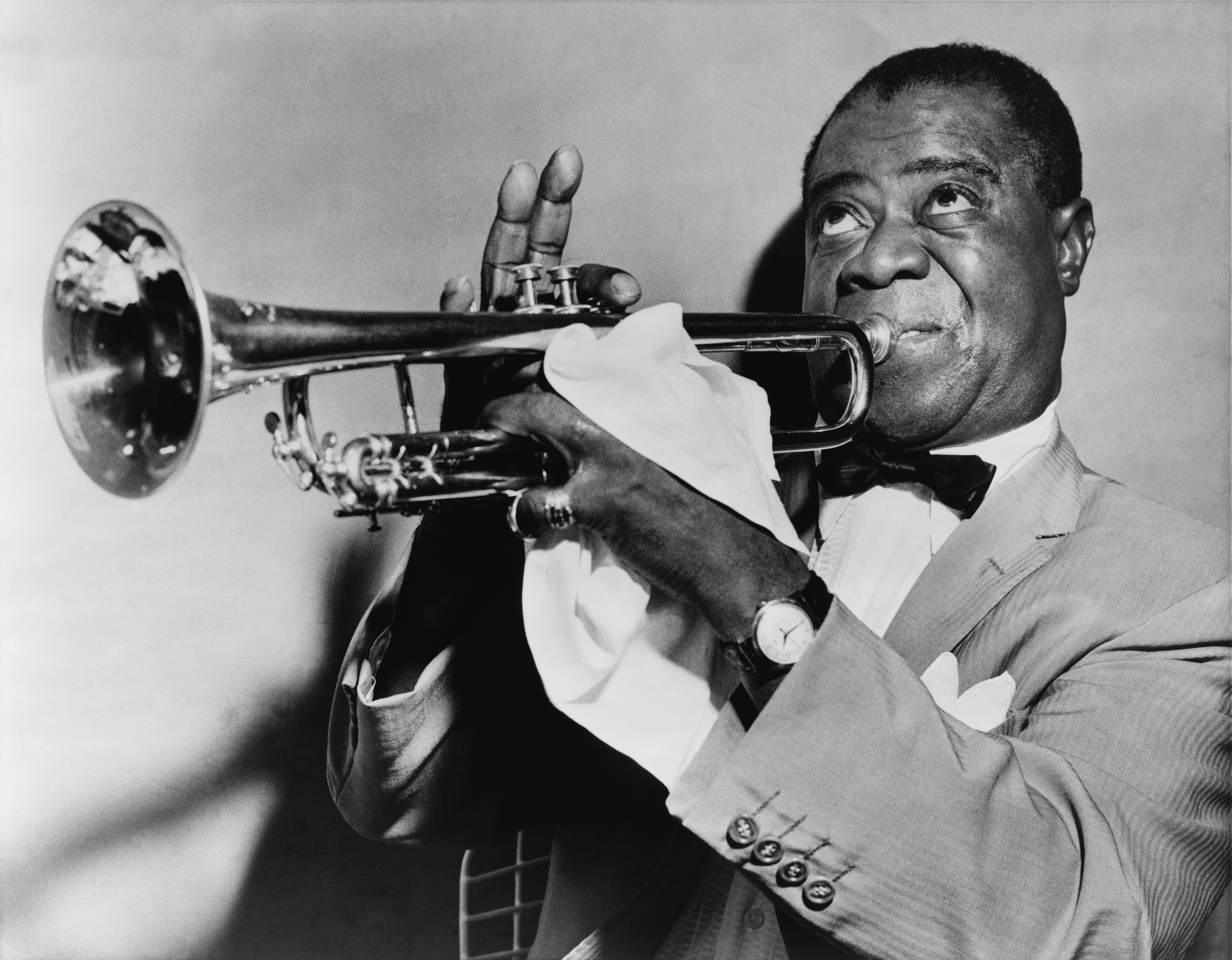
Jazzový trumpetista Louis Armstrong
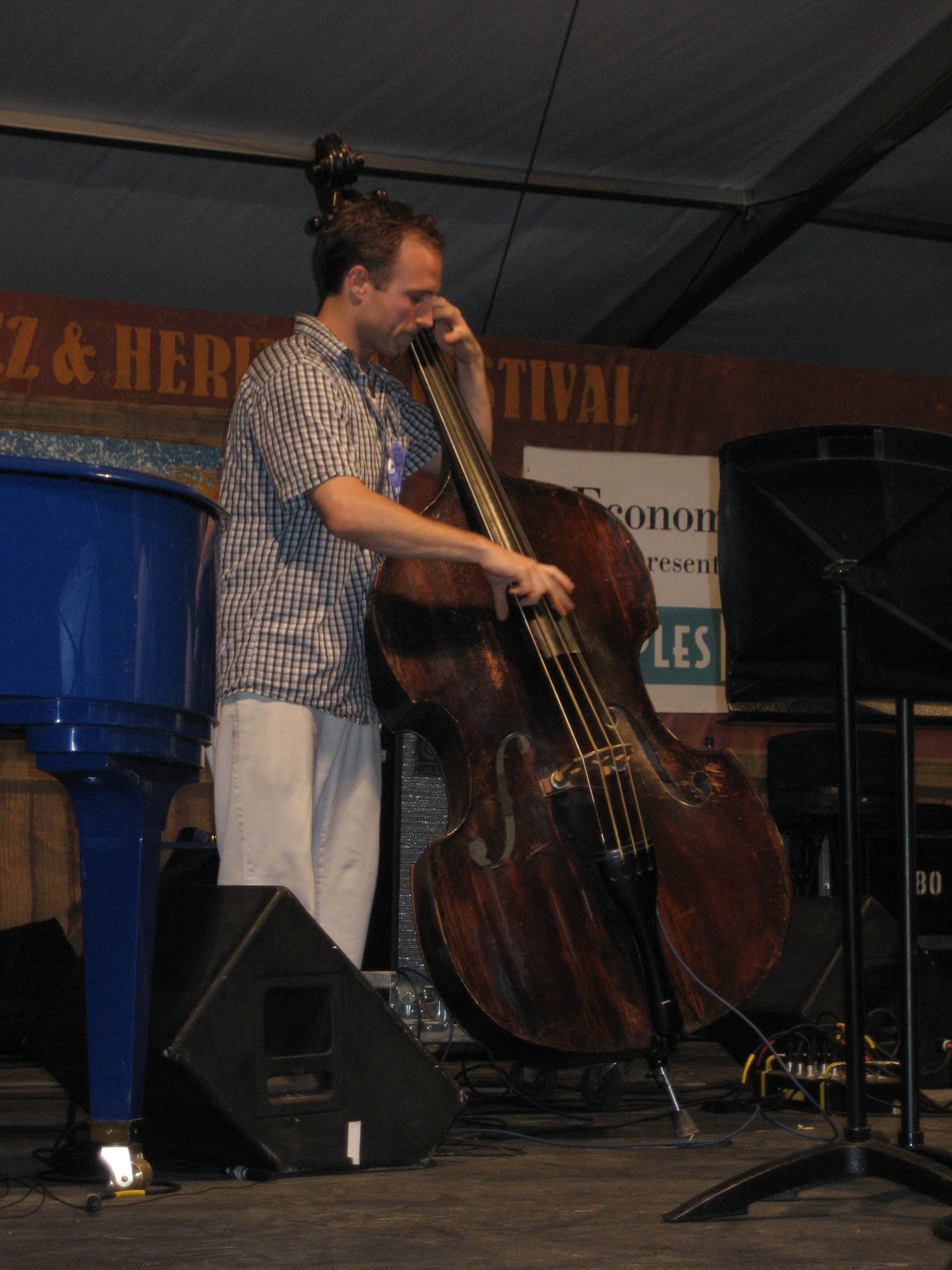
Jazzový kontrabasista